# Rosanne Corneille
 Rosanne Corneille (5 november 1948) is een Belgische voormalige atlete, die was gespecialiseerd in het verspringen. Ze veroverde op twee verschillende onderdelen drie Belgische titels. 

## Biografie
Corneille werd in 1978 en 1979 Belgisch kampioene in het verspringen. Ze verbeterde in 1979 het Belgisch record van Rosine Wallez in het verspringen tot 6,24 m. In 1978 veroverde ze ook de titel op de vijfkamp.
Na haar actieve carrière werd ze trainster.

### Clubs
Corneille was aangesloten bij Hermes Oostende.

Trainster bij Atletiekclub AZW.

## Belgische kampioenschappen
| Onderdeel   | Jaar       |
| ----------- | ---------- |
| verspringen | 1978, 1979 |
| vijfkamp    | 1978       |

## Persoonlijke records
| Onderdeel   | Prestatie | Datum        | Plaats    |
| ----------- | --------- | ------------ | --------- |
| verspringen | 6,24 m    | 19 juli 1978 | Kessel-Lo |

## Palmares

### verspringen
- 1978:  BK AC - 5,90 m
- 1979:  BK AC - 5,97 m

### vijfkamp
- 1978:  BK AC – 4030 p